# Lockheed High Virgo
Il WS-199C High Virgo era un missile balistico aviolanciato ALBM (Air-Launched Ballistic Missile) a testata nucleare, con secondarie capacità anti-satellite, prodotto dalla Lockheed Corporation in collaborazione con la Convair Division e rimasto allo stadio sperimentale.

## Storia del progetto

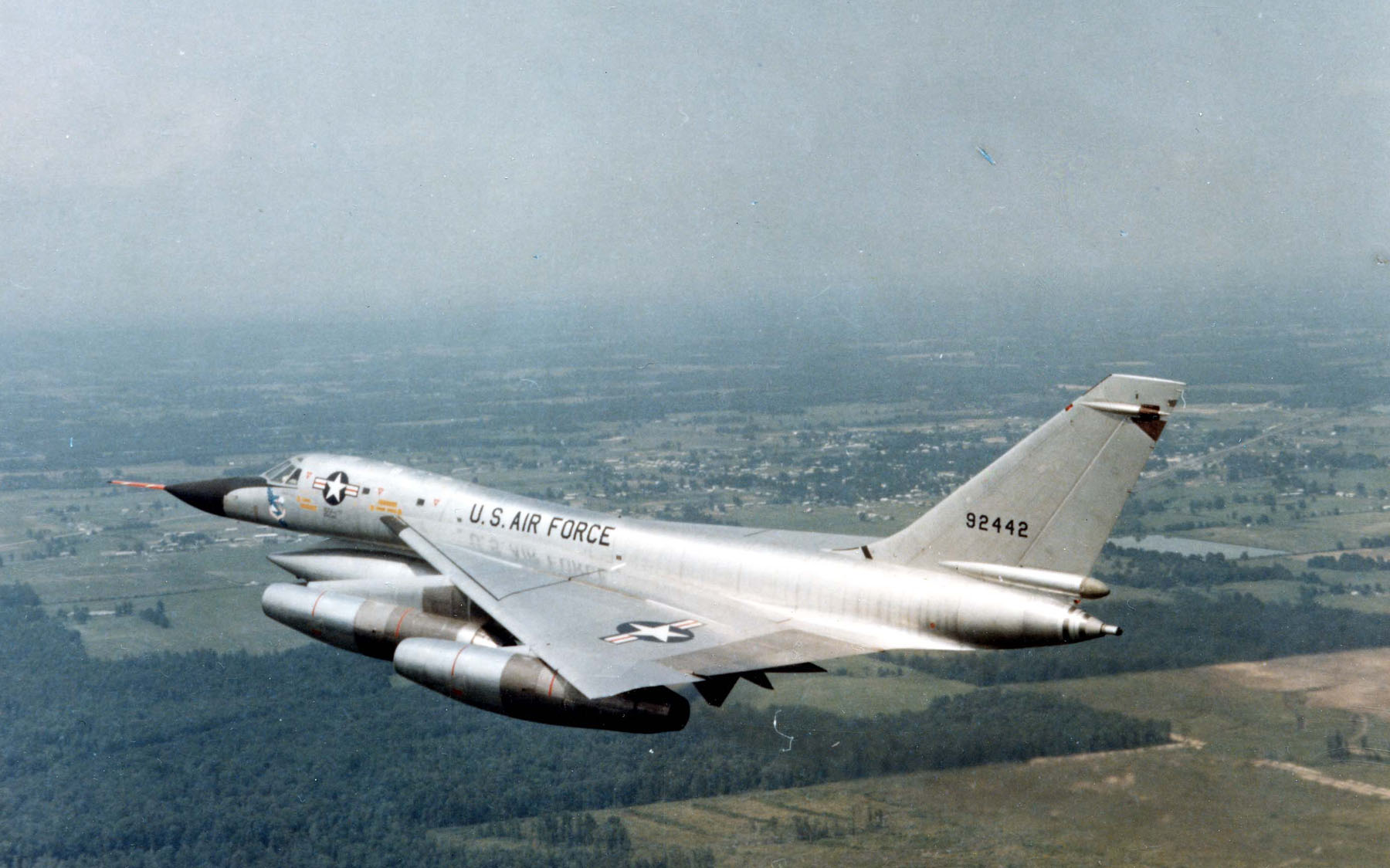
Un bombardiere supersonico Convair B-58A Hustler in volo.

Nel 1957 il Pentagono avviò il progetto Weapon System WS 199 relativo ad una serie di missili balistici lanciati da aerei (ALBM, Air Launched Ballistic Missile) destinati ad essere lanciati lontano dai confini nemici. Dotati di adeguata autonomia questi missili avrebbero messo al riparo i bombardieri dello Strategic Air Command dell'United States Air Force dalla reazione dei sistemi di difesa aerea allora in corso di sviluppo, come invece sarebbe accaduto se fossero stati equipaggiati con il normale munizionamento nucleare di caduta. Vennero contattate diverse aziende al fine di avviare contemporaneamente lo sviluppo di diversi missili. Il contratto di sviluppo assegnato all'inizio del 1958 alla Lockheed Corporation, in coppia con la Convair Division della General Dynamics, fu designato WS-199C, nome in codice HIGH VIRGO. Come aereo vettore la Convair propose l'utilizzo di una apposita versione del suo bombardiere supersonico Convair B-58 Hustler. Il vantaggio immediato di questa scelta derivava dal particolare sistema di lancio del carico bellico adottato dal B-58, consistente in una stiva bombe costituita da un grosso contenitore di forma aerodinamica posizionato sotto la fusoliera, in cui era contenuto il carico di caduta e anche parte del carburante che veniva consumato durante il volo di andata verso il bersaglio. Una volta sganciato il contenitore, il velivolo rientrava nelle forme aerodinamiche più pulite potendo sfruttare così al massimo la sua velocità nella fase di rientro verso la base. Mentre il progetto doveva essere strettamente un esercizio di ricerca e sviluppo, fu pianificato che l'arma sarebbe stata rapidamente in grado di essere sviluppata, se necessario, in un sistema pienamente operativo.
La Lockheed accelerò al massimo la progettazione e l'assemblaggio del missile High Virgo, e per ridurre i costi utilizzò parti del bersaglio Q-5 Kingfisher, del razzo X-17 e dei missili balistici UGM-27 Polaris e MGM-29 Sergeant. Di quest'ultimo venne utilizzato il motore a razzo della Thiokol.

## Descrizione tecnica
Il missile WS-199C High Virgo era un'arma monostadio, lungo 9,25 m, largo 79 cm e pesante 5,4 tonnellate. L'arma era propulsa da un motore a razzo a propellente solido Thiokol TX-20 che forniva una spinta di 50 000 libbre forza (222,4 kN), mentre il sistema di navigazione inerziale era derivato da quello del missile da crociera AGM-28 Hound Dog. La velocità massima raggiungibile era di Mach 6, mentre il raggio d'azione con traiettoria balistica era di 300 km. Quattro alette con disposizione cruciforme fornivano il controllo direzionale. La testata bellica non venne mai definita.

## Impiego operativo
I disegni dello High Virgo vennero approvati dal Pentagono all'inizio del 1958, e le due aziende ricevettero i relativi contratti per la produzione dei prototipi nel giugno dello stesso anno, con l'indicazione di iniziare i test di prova il più presto possibile. Il profilo del volo prevedeva il decollo del B-58 dalla base di Eglin o Cape Canaveral in Florida, con voli sull'Oceano Atlantico (Eastern Range) alla quota di 12000 m. Raggiunta la velocità di Mach 1,5 il velivolo lanciava il missile in direzione sud-est affinché la traiettoria balistica finisse in mare. Un secondo B-58, appositamente modificato, riceveva i dati di volo dalla telemetria del missile.
Vennero effettuati quattro lanci di prova del missile High Virgo. A causa di problemi di sviluppo, i primi due non includevano l'utilizzo del sistema di guida inerziale, ma i missili erano dotati di un semplice pilota automatico che guidava l'arma su una rotta preprogrammata.
Lanciato dal B-58 ad alta quota e a velocità supersonica, il primo High Virgo andò in volo il 5 settembre 1958, ma il lancio fu un fallimento a causa di un guasto ai controlli del missile. Il secondo test avvenuto tre mesi dopo, il 19 dicembre ebbe successo, con il missile che toccò un apogeo di 76 km e raggiunse la distanza di 200 miglia (320 km). Il terzo test di volo, il 4 giugno 1959, utilizzò per la prima volta il sistema di guida inerziale e fu coronato da pieno successo, con il missile che toccò un apogeo di 51 km.

### La versione anti-satellite
In risposta a una presunta minaccia portata al territorio americano da parte dei satelliti sovietici, nel giugno 1959 si avviò lo studio di una apposita versione con capacità antisatellite del missile High Virgo. La Lockheed e la Convair, ricevuto il contratto, modificarono il quarto esemplare, che fu ribattezzato KING LOFUS IV, alleggerendone al massimo la struttura. 

Così modificato il missile fu impiegato in un lancio sperimentale, avvenuto il 22 settembre 1959, con lo scopo di intercettare e fotografare il satellite americano Explorer 4 lanciato nel giugno 1958. Il simulacro della testata nucleare venne rimosso e furono installati una serie di strumenti di rilevazione dei dati, mentre il cono frontale fu modificato con l'applicazione di alcune finestrature di forma circolare al fine di permettere alle 13 telecamere, che puntavano in direzione diverse, di riprendere le varie fasi del volo registrando i dati di bordo. Nove di queste telecamere avrebbero seguito il bersaglio durante la fase di avvicinamento, mentre le altre avrebbero filmato il terreno sottostante al fine di ricostruire al meglio la traiettoria del missile. La sezione frontale, che era dotata di paracadute e conteneva i filmati, sarebbe stata sganciata al termine della traiettoria per essere recuperata seguendo un apposito segnale radio emesso.
 
Un po' prima della missione si scoprì che i parametri della missione dell'Explorer 4 non risultavano accurati, e quindi al momento del lancio si decise di ispezionare il satellite Explorer 5 al suo perigeo (263 km dal suolo). Il B-58 lanciò il missile alla velocità di mach 2 senza alcun problema, ma 30 secondi dopo, alla quota di 12 km, si persero le comunicazioni radio. In base ai rilevamenti radar effettuati dal suolo si stabilì che il missile aveva iniziato come previsto la sua traiettoria balistica. Se la parte frontale fu effettivamente sganciata si perse in qualche luogo dell'Oceano Atlantico. Nell'autunno del 1959 furono concluse le sperimentazioni sul WS-199C High Virgo, in quanto l'USAF decise di passare allo sviluppo del nuovo ALBM GAM-87 Skybolt, designazione in codice WS-138.

### Annotazioni
1. ↑  Altitudine alla quale la telemetria è andata persa.

### Fonti
1. 1 2 3 4 5 6 7 8 9 10 11 12 13 14 15  Fiorini 2021, p. 84.
2. 1 2 3 4 5 6  Fiorini 2021, p. 83.
3. 1 2  Yengst 2010, p. 37.
4. 1 2 3 4 5 6  Designation Systems.
5. 1 2  McMurran 2008, p. 266.
6. ↑  Temple 2004, p. 111.
7. 1 2  Yenne 2005, p. 67.